# Calaceite

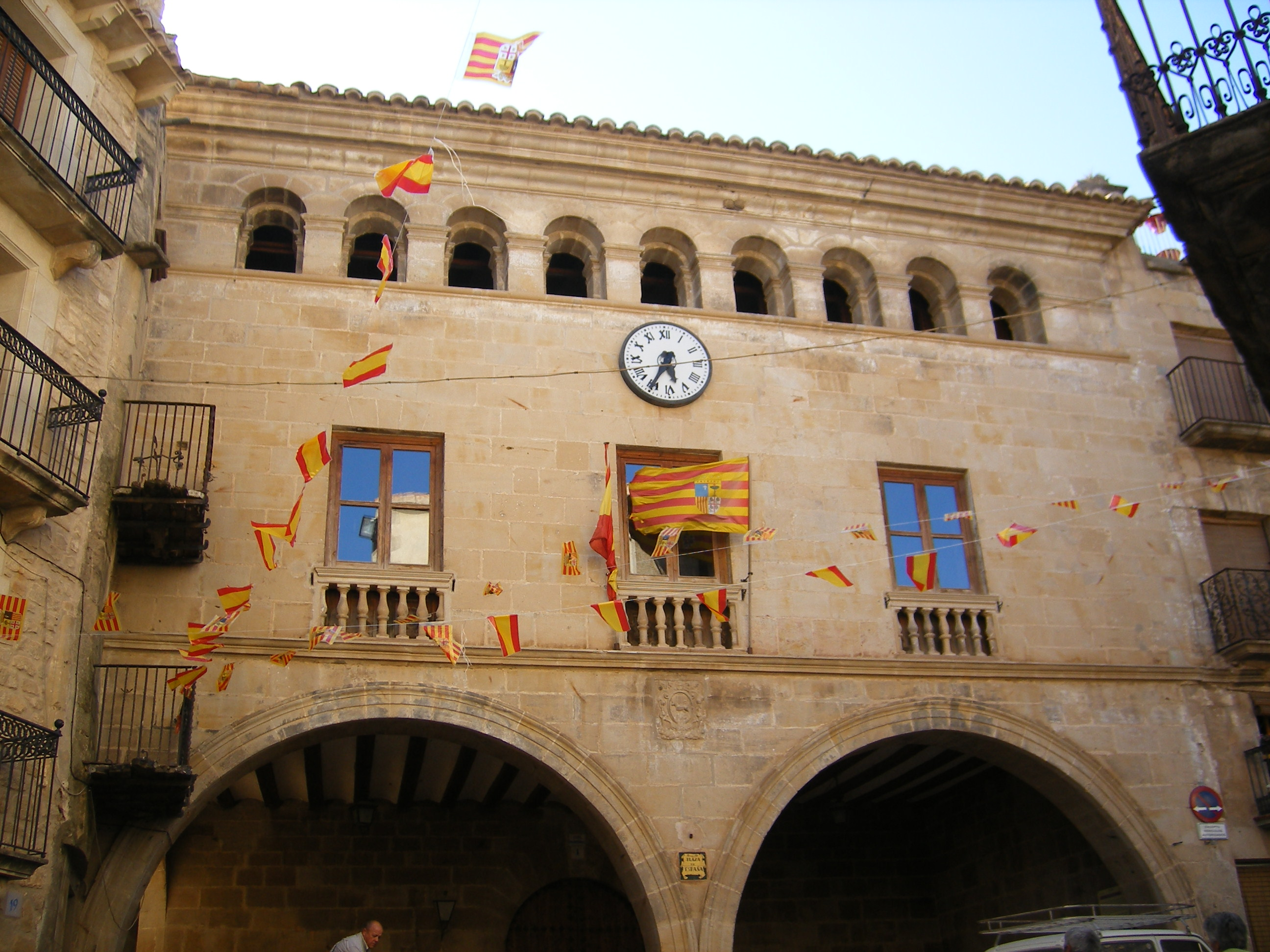
Das Rathaus

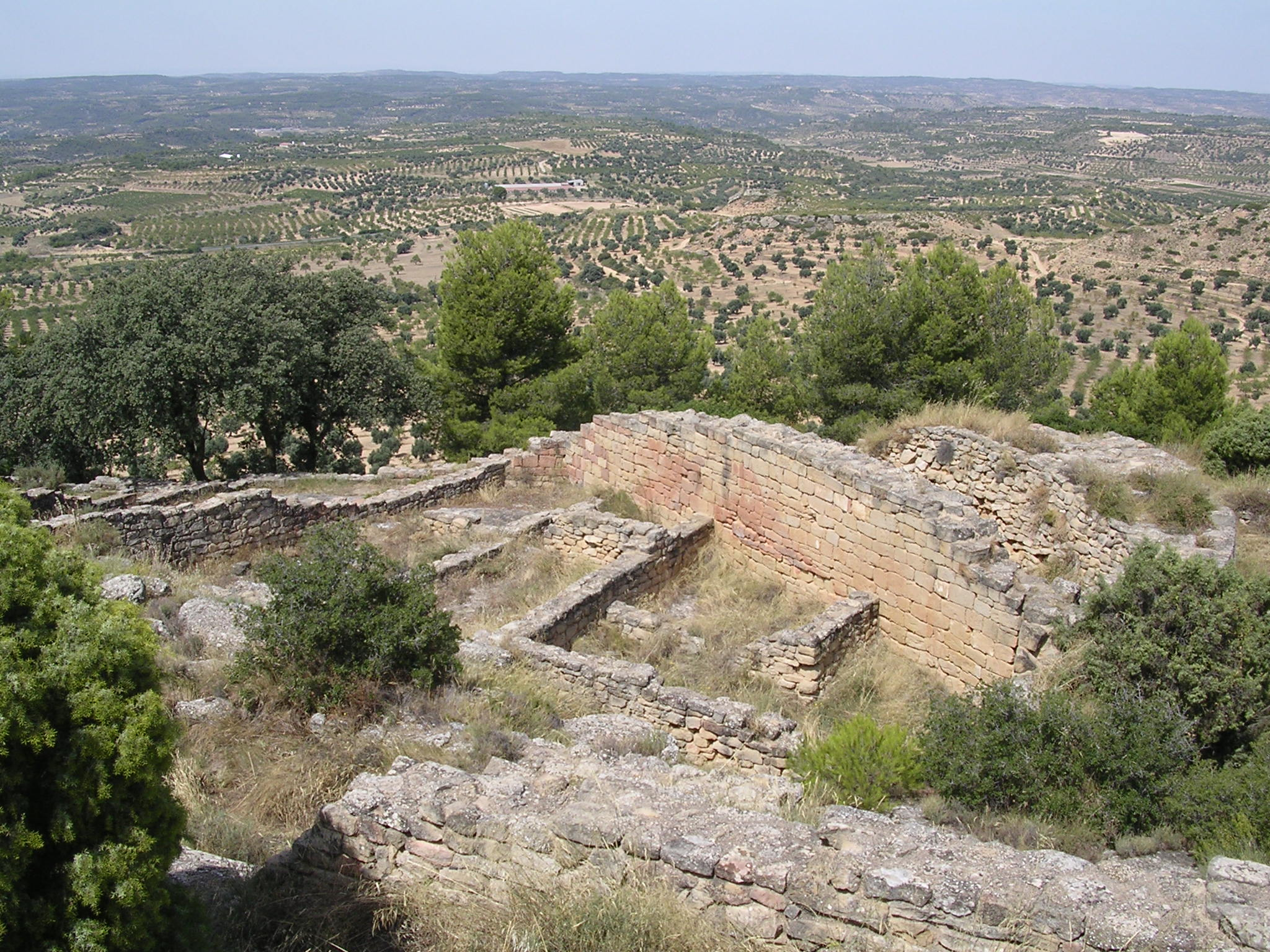
Iberische Siedlung von San Antonio

Calaceite (katalanisch: Calaceit) ist eine spanische Gemeinde in der Provinz Teruel der Autonomen Region Aragón. Sie liegt im westlichen Vorland der Ports de Tortosa-Beseit in der Comarca Matarraña (Matarranya) im überwiegend katalanischsprachigen Gebiet der Franja de Aragón zwischen dem Rio Matarraña und dem und Río Algars an der Grenze zu Katalonien. 2024 hatte die Gemeinde 960 Einwohner. 

## Toponymie
Der Name der Gemeinde leitet sich vom arabischen qala'a Zayd, قلعة زيد, Festung des Said, ab (vgl. das nahegelegene Beceite).

## Geschichte

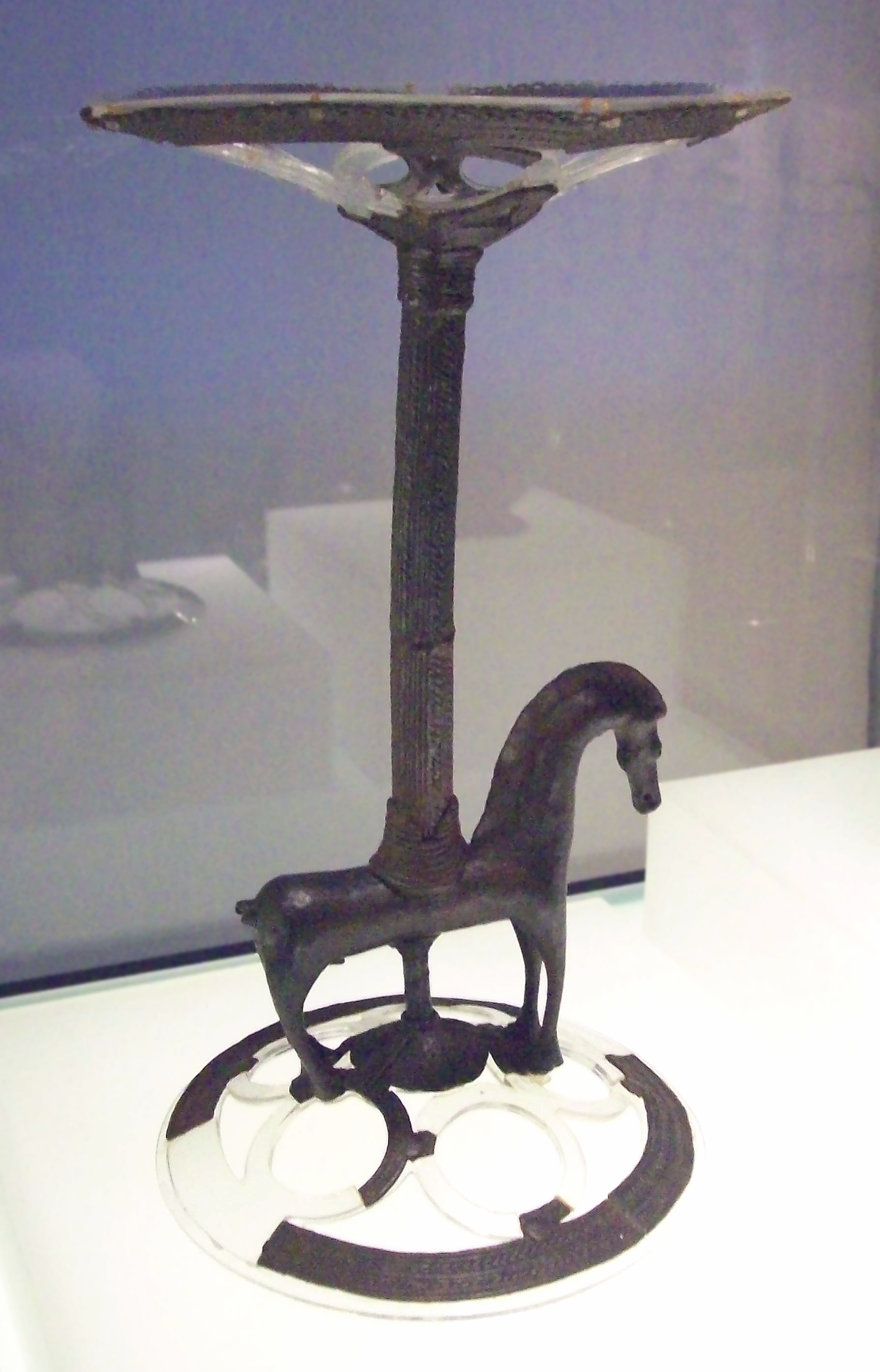
Das Thymiaterion aus Calaceite

Der Ort ist reich an Geschichtsdenkmälern, darunter steinzeitlichen Höhlenzeichnungen und einem Grab aus der Kupfersteinzeit. Auch eine bronzezeitliche Siedlung mit Grabhügeln wurde ergraben. Aus der Epoche der Iberer wurde rund einen Kilometer südlich des Orts in den Jahren 1903 bis 1919 die Siedlung San Antonio ausgegraben. In der Nekropole von Llano de les Ferreres fand sich ein  Thymiaterion, das im Archäologischen Nationalmuseum in Madrid aufbewahrt wird.
In der Reconquista wurde der unter maurischer Herrschaft stehende Ort zunächst im Jahr 1132 von Alfons I. von Aragón und endgültig um 1168 erobert. 1271 kam die Herrschaft an den Orden von Calatrava, der Neusiedler herbeirief. 1442 kam Calaceite an den Bischof von Tortosa. Im Spanischen Erbfolgekrieg nahmen die Truppen Philipps IV. von Spanien gewaltsam den Ort ein, der seinen Gegner, den Thronprätendenten Carlos III. unterstützte. 1823 wurde die Herrschaft des Bischofs von Tortosa abgeschüttelt. Am 25. Juli 1936 besetzten im Spanischen Bürgerkrieg republikanische Truppen aus Barcelona den Ort und es kam zu Kämpfen. Im Frühjahr 1938 erfolgte die Eroberung durch franquistische Truppen, worauf ein Teil der Bewohner nach Frankreich ins Exil ging. Der Niedergang des Olivenanbaus führte zu weiterer Abwanderung.

## Einwohner
| 1900 | 1920 | 1940 | 1960 | 1981 | 2000 | 2006 | 2013 |
| ---- | ---- | ---- | ---- | ---- | ---- | ---- | ---- |
| 2641 | 3027 | 1930 | 1742 | 1432 | 1193 | 1143 | 1106 |

## Wirtschaft
Haupterwerbsquelle ist die Landwirtschaft (hauptsächlich Trockenfeldbau mit Oliven, Mandeln und Weinbau, daneben Rinder- und Schweinezucht sowie Kleintierzucht). Die unbedeutende Industrie beruht auf der Veredelung landwirtschaftlicher Produkte (Ölmühlen, Essigproduktion).

## Verkehr
Calaceite liegt an der Nationalstraße 420, von der nach Süden die Straße A-1413 nach Cretas abzweigt.

## Sehenswürdigkeiten

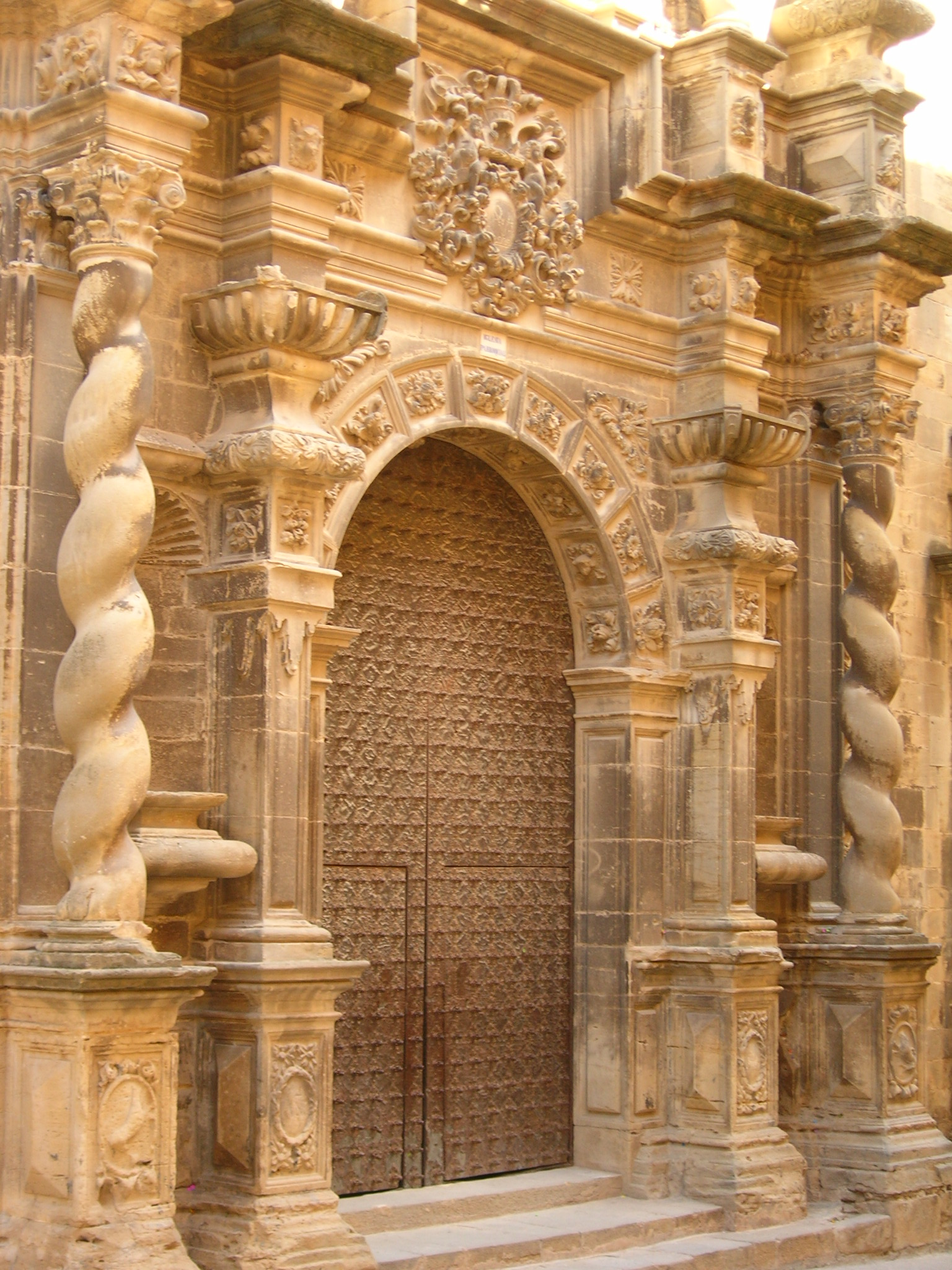
Barockportal der Kirche

- Die seit 2001 denkmalgeschützte Mariä-Himmelfahrts-Kirche im Renaissance-Stil.

## Persönlichkeiten
- Felipe Abás Aranda, Calaceite 1777–Madrid 1813, Maler
- José Galindo Vidiella, Calaceite 1820–1879, karlistischer Politiker, Präsident der Diputación del Reino de Aragón.
- Saturnina Jassa y Fontcuberta, Calaceite 1851–Tortosa 1936, Mitbegründerin der Kongregation Compañía de Santa Teresa de Jesús.
- Alejandro García Fontcuberta, Calaceite 1869–Hải Phòng (Vietnam) 1933, Bischof und Apostolischer Vikar von Hải Phòng.
- Lorenzo Insa Celma, Calaceite 1874–Tortosa 1936, Rektor der Seminare in Córdoba und Saragossa, im Bürgerkrieg getötet, als Märtyrer verehrt.